# Ağsu FK
Ağsu FK (azerski: Ağsu Futbol Klubu) je azerbajdžanski nogometni klub iz Ahsua. Klub se trenutačno natječe u Azerbajdžanskoj prvoj ligi. 

## Povijest
Klub je osnovan 2012. godine te je odmah pristupio Azerbajdžanskoj prvoj ligi. 18. svibnja 2013. klub je ostvorio plasman u Azerbajdžansku Premier ligu, osvojivši Azerbajdžansku prvu ligu. No, klub se nije plasirao u Azerbajdžansku Premier ligu jer nije dobio od Azerbajdžanskog nogometnog saveza.

## Stadion
Ağsu FK svoje domaće utakmice igra na Gradskom stadionu Ahsu čiji kapacitet iznosi 3,000.

## Uspjesi
- Azerbajdžanska prva liga (1): 2012./13.